# Фридмен, Том
Том Фри́дмен (англ. Tom Friedman; род. 1965) — художник, скульптор-концептуалист. Создает скульптуры и инсталляции, используя повседневные предметы и материалы.

## Образование
- 1988 Университет Вашингтона в Сент-Луисе, BFA graphic illustration
- 1990 Иллинойсский университет в Чикаго, MFA, Sculpture

## Творчество
Фридмен создает скульптуры и рисунки, уделяя большое внимание деталям и ручной работе. Материалы, которые использует художник, можно найти в каждом супермаркете: бумага, проволока, картон, пена, фольга и маркеры. Фридмен находится под влиянием концептуального искусства 1960-х и минимализма. В своих последних коллажах и скульптурах Monsters and Stuff (2008) Фридмен остается верен своим принципам выбора материалов и способу производства. Пропасть между банальностью материалов и образом, который получается в итоге, впечатляет. Например, как в скульптуре Green Demon (2008). Художник живёт и работает в США.

## Персональные выставки
- 2008 Monsters and Stuff, Gagosian Gallery, Лондон
- 2006 Pure Invention, Mildred Lane Kemper Art Museum, Сент-Луис
- 2006 Tom Friedman, Gagosian Gallery, Beverly Hills
- 2004 Tom Friedman, SLG South London Gallery, Лондон
- 2004 Tom Friedman, Tomio Koyama Gallery, Токио
- 2002 Tom Friedman, Fondazione Prada, Милан
- 2002 Tom Friedman Архивная копия от 31 мая 2010 на Wayback Machine, Stephen Friedman Gallery, Лондон
- 2001 Tom Friedman — New Museum of Contemporary Art, Нью-Йорк
- 2001 Tom Friedman — The Fabric Workshop and Museum, Филадельфия
- 2001 Tom Friedman — Tomio Koyama Gallery, Токио
- 2001 Tom Friedman — Aspen Art Museum, Aspen, CO
- 2000 Tom Friedman — A Survey of Recent Work — Yerba Buena Center for the Arts, Сан-Франциско
- 2000 Tom Friedman — Museum of Contemporary Art Chicago — MCA Chicago, Чикаго
- 1998 Tom Friedman — Stephen Friedman Gallery, Лондон
- 1998 Tom Friedman — Tomio Koyama Gallery, Токио
- 1997 currents 70: TOM FRIEDMAN — Saint Louis Art Museum, Saint Louis, MO
- 1996 Tom Friedman — Stephen Friedman Gallery, Лондон
- 1995 Projects: Tom Friedman — MoMA — Museum of Modern Art, Нью-Йорк
- 1994 Tom Friedman — Galleria Raucci/Santamaria, Naples
- 1994 Tom Friedman — Analix Forever, Женева